# Schärding-Subens flygplats
Schärding-Subens flygplats (tyska: Flugplatz Schärding-Suben) är en flygplats i Österrike.   Den ligger i distriktet Schärding och förbundslandet Oberösterreich, i den norra delen av landet, 220 km väster om huvudstaden Wien. Schärding-Subens flygplats ligger 334 meter över havet.
Terrängen runt Schärding-Subens flygplats är huvudsakligen platt, men norrut är den kuperad. Terrängen runt Schärding-Subens flygplats sluttar västerut. Närmaste större samhälle är Sankt Florian am Inn, 4,3 km norr om Schärding-Subens flygplats.
Trakten runt Schärding-Subens flygplats består till största delen av jordbruksmark. Runt Schärding-Subens flygplats är det ganska tätbefolkat, med 93 invånare per kvadratkilometer.